# Helena Noguerra

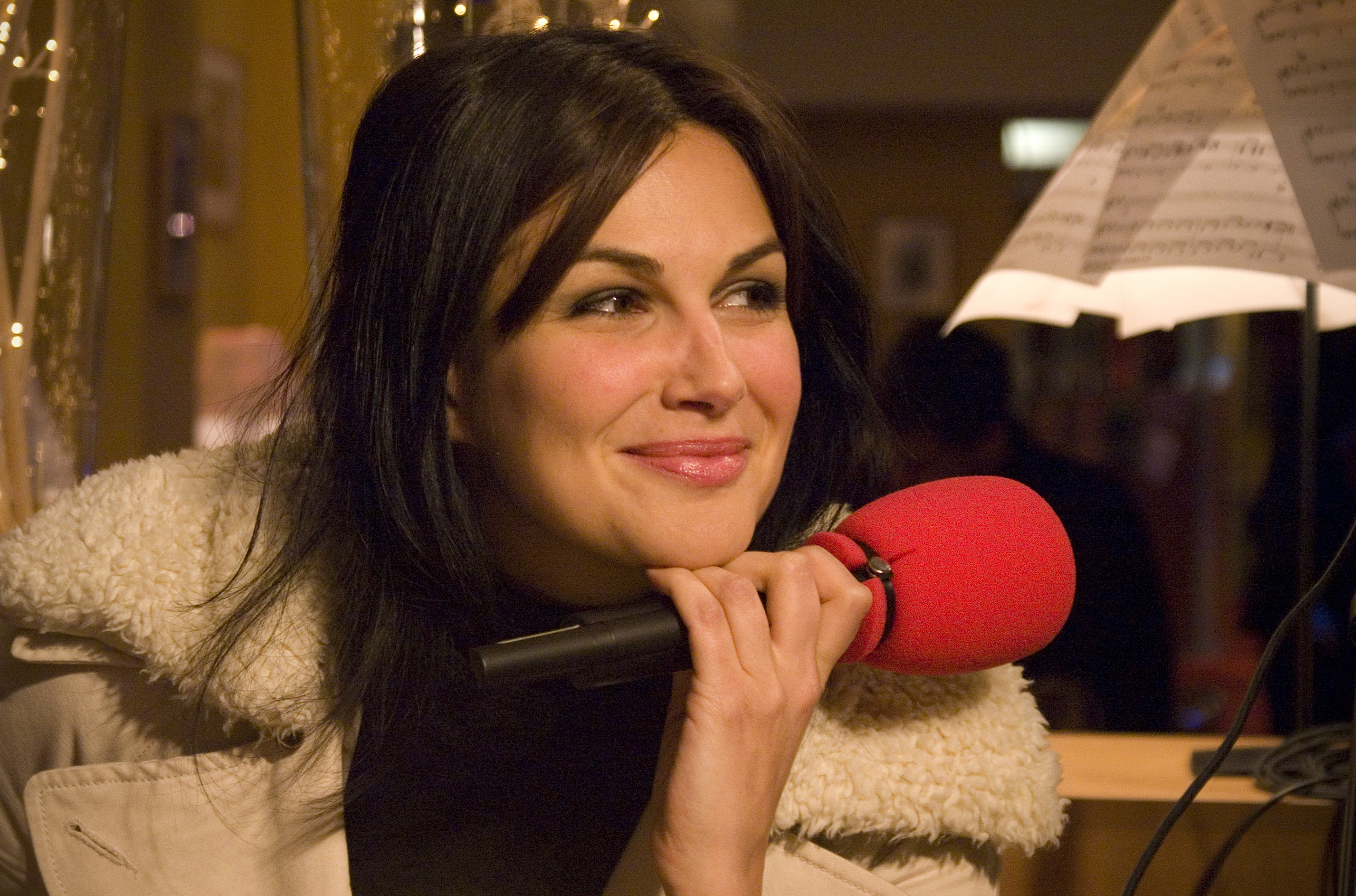
Helena Noguerra (2007)

Helena Noguerra, voluit Hélène Barbara Ribeiro Furtado Velho Nogueira (Brussel, 18 mei 1969) is een Belgische actrice, zangeres en schrijfster. Ze is van Portugese afkomst.
Noguerra trad twee jaar op als presentatrice van het gala van de Magritte filmprijzen.
Helena Noguerra is de zus van de zangeres Lio.

## Filmrollen (selectie)
- 1989: La Salle de bain van John Lvoff
- 2002: Ah ! si j'étais riche van Michel Munz en Gérard Bitton
- 2002: Sans elle van Anna da Palma
- 2003: Les filles, personnes s'en méfie van Charlotte Silvera
- 2004: Peau de cochon van Philippe Katerine
- 2005: La Boîte noire van Richard Berry
- 2006: Thelma demain van Anna da Palma
- 2006: Dans Paris van Christophe Honoré
- 2008: L'Autre van Patrick Mario Bernard en Pierre Trividic
- 2010: L'Arnacœur van Pascal Chaumeil
- 2010: Mumu van Joël Seria
- 2010: L'Élève Ducobu van Philippe de Chauveron
- 2011: On ne choisit pas sa famille van Christian Clavier
- 2012: Les Vacances de Ducobu van Philippe de Chauveron
- 2012: La Clinique de l'amour van Artus de Penguern
- 2013: Turf van Fabien Onteniente
- 2013: Hôtel Normandy van Charles Nemes
- 2013: Je suis supporter du Standard van Riton Liebman
- 2013: La Marque des anges van Sylvain White
- 2013: La Vie domestique van Isabelle Czajka
- 2014: Fiston van Pascal Bourdiaux
- 2014: Alleluia van Fabrice Du Welz

- Bibliothèque nationale de France: cb13896731g (data)
- Gemeinsame Normdatei: 135364337
- International Standard Name Identifier: 0000 0000 8016 2456
- Library of Congress Control Number: no2003095844
- MusicBrainz: aaf822cf-b230-489a-8bff-ba834fef9c06
- Nationale Bibliotheek van Israël: 987007400141205171
- Nederlandse Thesaurus van Auteursnamen: 393425312
- SNAC: w6xt6c5j
- Système universitaire de documentation: 086950576
- Virtual International Authority File: 69116102
- WorldCat: E39PBJpdQyKpqKBMm8rFr7hj4q